# Chyška

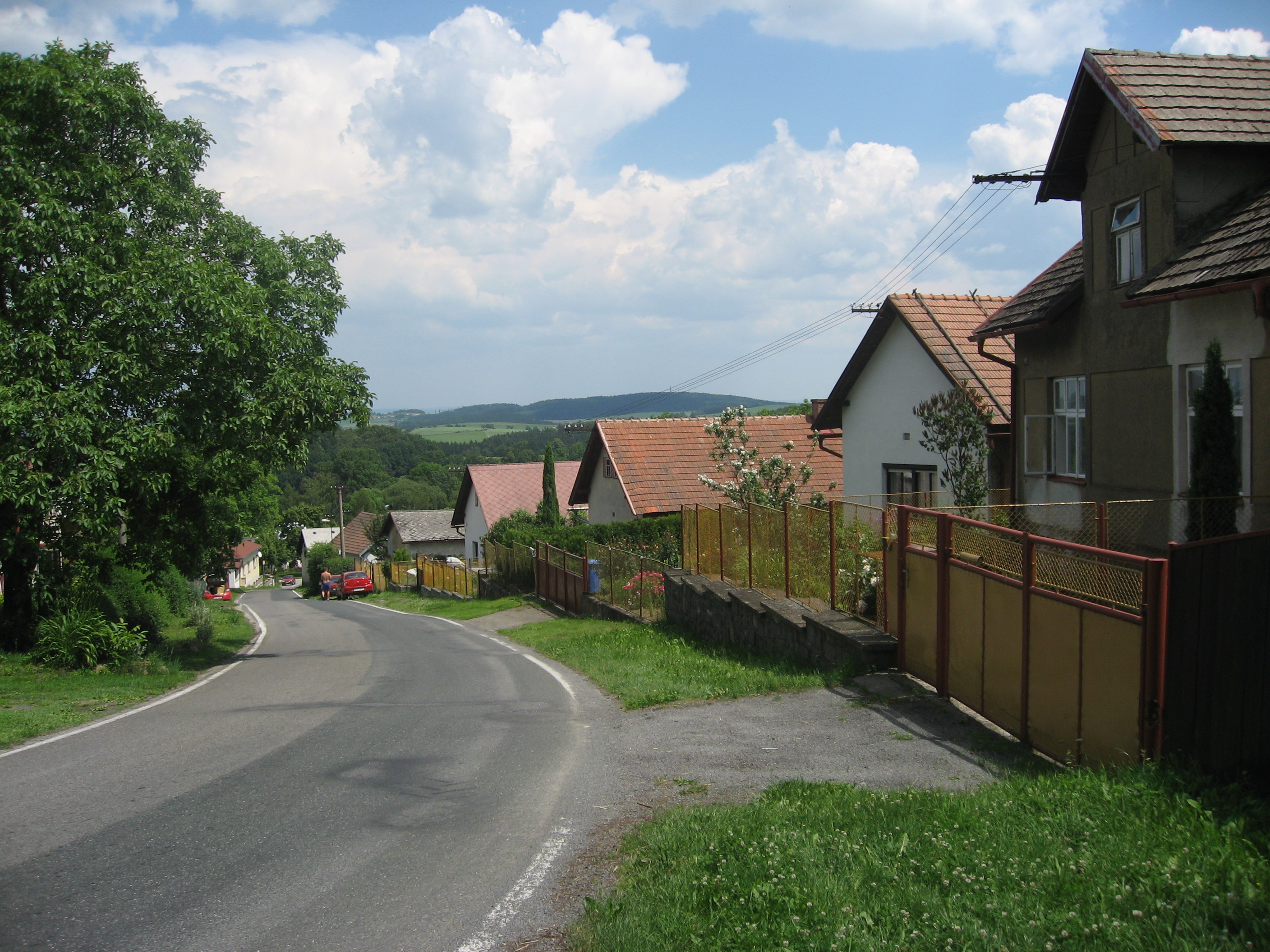
Ortsansicht

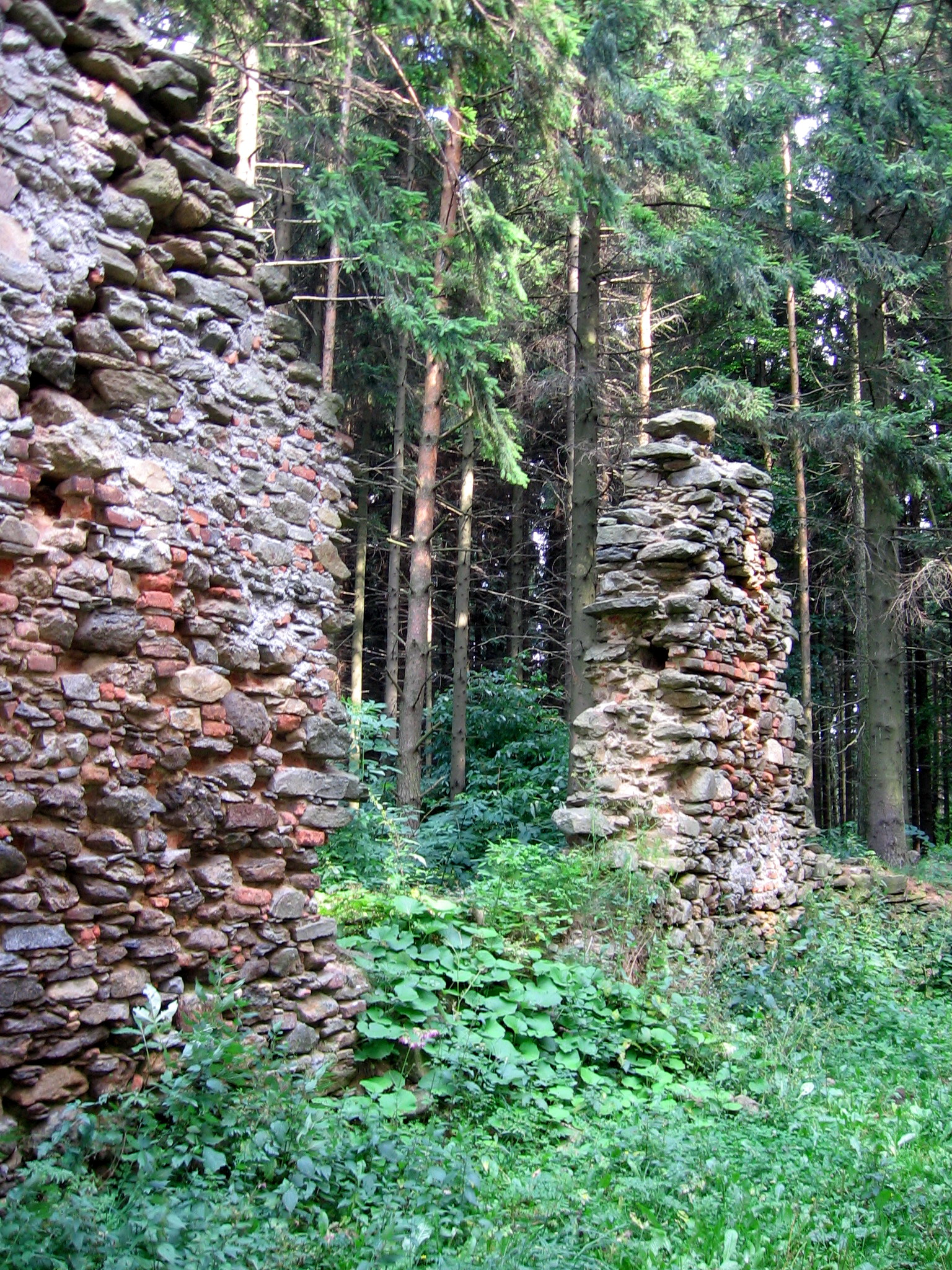
Ruine der Kapelle des hl. Schutzengels

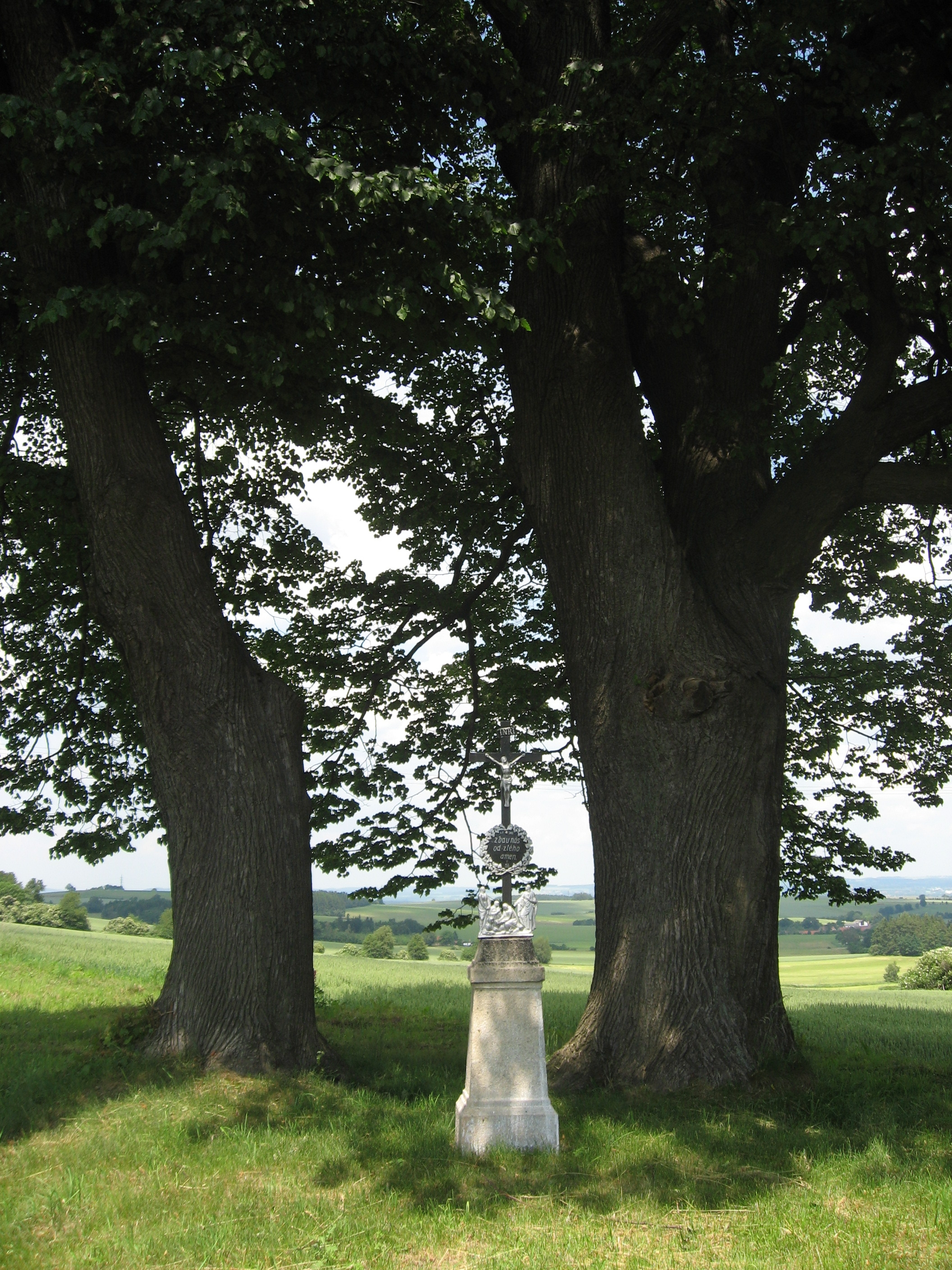
Kruzifix

Chyška (deutsch Chisten, 1939–1945: Chischka) ist ein Ortsteil von Úsobí in Tschechien. Er liegt zweieinhalb Kilometer östlich von Úsobí und gehört zum Okres Havlíčkův Brod.

## Geographie
Chyška befindet sich in der Böhmisch-Mährischen Höhe am östlichen Fuße des Máselný kopec (634 m) über dem Tal des Baches Žabinec. Im Osten erhebt sich der Bukovec (607 m) und südwestlich der Kosovský vrch (682 m). Westlich liegt das Waldgebiet Farský les (Pfarrholz). 
Nachbarorte sind Úhořilka, Kochánov und Okrouhlička im Norden, Skřivánek im Nordosten, Studénka, Bukovec und Štoky im Osten, Petrovický Mlýn im Südosten, Petrovice im Süden, Maliní, Kosovy und Skalka im Südwesten, Úsobí im Westen sowie Chválkov im Nordwesten.

## Geschichte
Die erste urkundliche Erwähnung des zu den Besitzungen des Klosters Seelau gehörigen Dorfes erfolgte 1436, als König Sigismund mit Einverständnis des nach Iglau geflüchteten Abtes die verwaisten Klostergüter dem Schutz und der Verwaltung Nikolaus Trčka von Lípas übertrug. Der Name des Ortes leitet sich vom alttschechischen Begriff Chyše (Kate, Hütte) ab. Nachdem Georg von Podiebrad den Klosterbesitz 1458 den Trčka von Lípa auch in der Landtafel zugeschrieben hatte, errichtete Burian Trčka von Lípa die Herrschaft Jenikau. 1601 verkauften die Trčka Jenikau dem Iglauer Bürger Matthias Stubegg Ritter von Königstein (Matyáš Štubik z Kynigštejna). Bei der Erbteilung zwischen seinen Söhnen kam Chyška 1606 zu der neu entstandenen Herrschaft Pollerskirchen.
Nach der Aufhebung der Patrimonialherrschaften bildete Chýška ab 1850 eine Gemeinde im Bezirk Deutschbrod. Seit 1920 wird der Name Chyška verwendet. 1976 erfolgte die Eingemeindung nach Úsobí. 1991 hatte der Ort 105 Einwohner. Im Jahre 2001 bestand das Dorf aus 39 Häusern, in denen 85 Menschen lebten.

## Persönlichkeiten
- Josef Inwald (1837–1906), österreichischer Unternehmer

## Sehenswürdigkeiten
- Ruine der Kapelle des hl. Schutzengels im Farský les westlich des Ortes, die 1715 errichtete Kapelle wurde 1783 auf Geheiß Kaiser Josephs II. niedergerissen.
- mehrere Kruzifixe